# Dan Maffei
Daniel Benjamin Maffei, dit Dan Maffei, est un homme politique américain né le 4 juillet 1968 à Syracuse (New York). Membre du Parti démocrate, il est élu pour l'État de New York à la Chambre des représentants des États-Unis de 2009 à 2011 puis de 2013 2015.

## Biographie

### Jeunesse et débuts professionnels
Dan Maffei grandit dans le quartier de Westcott, dans sa ville natale de Syracuse. Ses deux parents sont travailleurs sociaux. Il est diplômé des universités de Brown (1990), Columbia (1991) et Harvard (1995).
Maffei devient journaliste à la télévision puis assistant parlementaire de plusieurs élus démocrates au Congrès (Bill Bradley, Daniel Patrick Moynihan et Charles Rangel). En 2005, il rejoint l'équipe de campagne du maire de Syracuse.

### Représentant des États-Unis
En 2006, Dan Maffei se présente à la Chambre des représentants des États-Unis dans le 25e district de l'État de New York. Il affronte républicain sortant James T. Walsh (en), élu depuis 1989 dans cette circonscription qui s'étend des banlieues de Rochester à Syracuse. Maffei fait principalement campagne contre la guerre d'Irak, en faveur des énergies renouvelables et de la recherche sur les cellules souches. Il est battu de justesse par Walsh, qui le devance d'environ 3 400 voix. À nouveau candidat en 2008, il affronte le républicain Dale Sweetland ; Walsh n'étant pas candidat. Disposant de fonds beaucoup plus importants que son adversaire et porté par la victoire de Barack Obama, Maffei est élu représentant avec environ 54 % des suffrages.
Maffei est candidat à un deuxième mandat lors des élections de 2010. Il est battu par la républicaine conservatrice Ann Marie Buerkle, qui le distance d'un cheveu (648 voix sur un total de plus de 208 000),. Le démocrate attendra d'ailleurs trois semaines avant de reconnaître sa défaite. Dans un district qui tend davantage vers les démocrates, Buerkle profite néanmoins de la vague du Tea Party,. Maffei travaille par la suite pour le think tank Third Way (en) et enseigne à l'université d'État de New York.
En 2012, il se représente face à Buerkle dans le 24e district, après un redécoupage des circonscriptions favorable aux démocrates. Encore porté par la participation de l'élection présidentielle, il retrouve son siège à la Chambre des représentants. Lors des élections de 2014, il affronte le procureur républicain John Katko. Après des publicités négatives entre les deux camps, les femmes et les indépendants se détournent finalement de la candidature de Maffei. Katko est largement élu avec 60 % des voix ; Maffei ne remporte que Syracuse et la ville voisine de DeWitt.

### Après le Congrès
Défait, Maffei et son épouse quittent Syracuse pour s'installer à Alexandria. L'ancien élu devient notamment consultant pour des entreprises privées. Après la démission de Richard Lidinsky, Maffei est nommé en novembre 2015 à la tête de la Commission maritime fédérale (en) par Barack Obama. Sa nomination est confirmée par le Sénat républicain en juin 2016. Son mandat s'achève le 30 juin 2017,.